# 29292 Конніволкер
29292 Конніволкер (29292 Conniewalker) — астероїд головного поясу, відкритий 24 травня 1993 року.
Тіссеранів параметр щодо Юпітера — 3,404.